# Cyphonistes inermicollis
Cyphonistes inermicollis är en skalbaggsart som beskrevs av Leon Fairmaire 1894. Cyphonistes inermicollis ingår i släktet Cyphonistes och familjen Dynastidae. Inga underarter finns listade i Catalogue of Life.